# La Ligue des gentlemen extraordinaires : Le Dossier Noir

La Ligue des gentlemen extraordinaires : Le Dossier Noir (The League of Extraordinary Gentlemen: Black Dossier) est un roman graphique, de la série de bandes dessinées La Ligue des gentlemen extraordinaires, écrit par Alan Moore et illustrée par Kevin O'Neill. C'était le dernier volume de la série à être publié par DC Comics. Il s’agit d'un épisode à part de la série, conçu par leurs auteurs pour en être un « livre source ». Le volume ne contient pas que des pages de bandes dessinées, mais aussi différents documents extraits du fameux dossier, qui permet d'en apprendre plus sur la Ligue et son histoire. Mais comme les autres volumes de la série, celui-ci regorge d'allusions à la littérature et au cinéma, mélangeant des univers fictionnels très différents.

## Synopsis
Après le coup d'État de Big Brother en 1948, la Ligue a déserté la Grande-Bretagne par loyauté envers la couronne britannique. En 1958, à la suite de la chute du régime, le Monde Glorieux, nouvelle terre d'accueil Mina Harker et Allan Quatermain - maintenant immortels après s'être baignés dans le pilier de feu - leur donne un nouvel objectif. Il s'agit de récupérer le Dossier noir, un rapport des services secrets relatant toutes les activités passées des précédentes Ligues depuis Élisabeth Ire. Harry Lime, le nouveau « M » engage un trio d'agents afin de collecter des informations et de poursuivre les héros : Jimmy, Hugo Drummond et sa filleule dont le père fut récemment assassiné, Emma Knight. En étudiant le dossier, les protagonistes vont dans le Kent à Greyfriars School (en) dont il y est fait mention et où se trouvent les 39 Marches. Ils y rencontrent un ancien élève du nom de Billy Bunter, qui y vit toujours et leur révèle que l'école servait au recrutement d'espions, dans laquelle étudiait Harry Lime/M, qui n'était autre qu'un ancien proche de Big Brother.
Puis, ils comptent partir pour l'Écosse afin de rejoindre un complice, en faisant un détour pour visiter le spatioport de Birmingham. Là-bas, ils sont interpellés par les agents et leur échappent en fusée. Celle-ci menaçant de s'écraser près de leur destination, ils sautent en parachute et atterrissent près du château écossais où les attendait leur complice. Qui n'est autre que Golliwog, projetant de les ramener au Monde Glorieux, alors que les agents tentent de les en empêcher. Au moment où ils s'apprêtent à partir, Hugo Drummond essaie de les rattraper. Mina lui révèle alors que Harry Lime/M a participé à l'assassinat de Big Brother. Et que Jimmy, qui a trahi son pays au profit des Américains, a tué sous leurs ordres le père d'Emma Knight. Fou de colère, Hugo veut massacrer l'assassin de celui qui fut son ami mais le traître l'abat à bout portant. Puis, ce dernier fait croire à sa filleule que ce sont les fuyards qui l'ont tué.

## Contenu du Dossier Noir
Autour de cette intrigue d'espionnage, l'opus est surtout un prétexte à détailler de manière très précise toute l'histoire de l'univers dans lequel évoluent ces personnages et les motivations sous-jacentes. À plusieurs reprises, les personnages font une « pause » pour lire le Dossier, suivant un procédé similaire à celui employé dans Watchmen du même auteur. On y trouve :
- de nombreuses notes d'O’Brien ;
- une notice rédigée par le magicien Oliver Haddo (en) ;
- la biographie complète d'Orlando, personnage immortel ayant la capacité de changer de sexe (celle-ci se manifeste de manière aléatoire), qui ici est montré comme la fille du devin aveugle Tirésias. Au cours de sa longue vie à travers les époques, vivant auprès de personnages historiques ou mythiques, on découvre qu'il acquis son immortalité en se baignant dans les flammes liquides d'une mare du royaume de Kôr (dans l'actuel Ouganda). Il vécut les créations des différentes Ligues, depuis la création de la première d'entre elles par Élisabeth Ire[c].
- une pièce inédite de Shakespeare, reprenant le personnage Prospero, de La Tempête ;
- une suite des aventures de Fanny Hill ;
- la rencontre entre la ligue et Les Hommes Mystérieux, équivalent français de l'équipe britannique, crée au début du XXe siècle. Elle est composée de Robur le Conquérant, Fantômas, Arsène Lupin, Monsieur Zenith (en) et du Nyctalope ;
- l'évocation des Héros du Crépuscule (mie Zwielicht-Helden), l'équivalent allemand, créée peu avant leurs homologues français. Elle comprend le Docteur Mabuse, un assassin hypnotisé, le docteur Caligari, le robot Futura et son créateur, Dr Rotwang ;
- une courte histoire où Jeeves fait appel à la Ligue pour combattre des créatures issues du mythe de Cthulhu ;
- une virée inédite de Sal Paradise et Dean Moriarty ;
- etc.[1]